# Заповедник

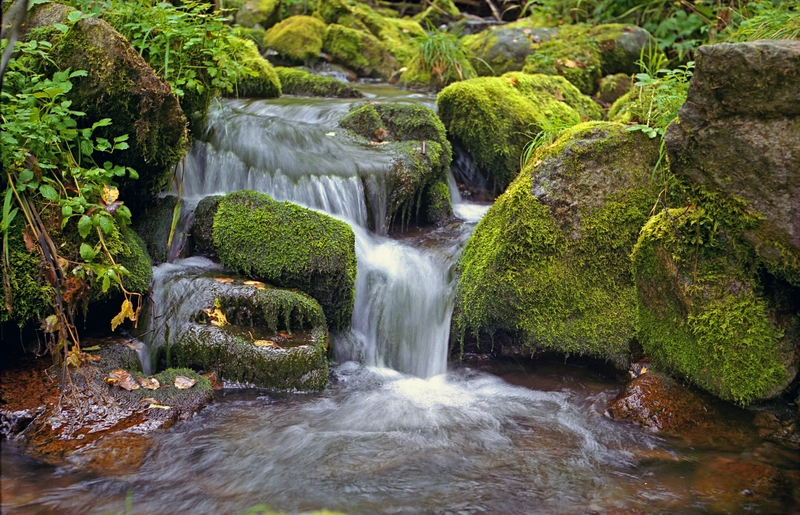
Саяно-Шушенский биосферный заповедник

Запове́дник — участок территории (акватории), на котором сохраняется в естественном состоянии весь его природный комплекс. Как правило, заповедники (в отличие от заказников) закрыты для посещения туристами, но в некоторых из них имеется доступ на территорию по специальным разрешениям. 

## История
Принято считать, что первый закон об охране окружающей среды и защите дикой природы был принят на Шри-Ланке в III веке до н. э. И тогда же царём Деванампиятисса (англ.) был основан первый в мире природный заповедник.
Первые упоминания о природоохранном статусе территории, известной в наше время как тунисский национальный парк Ишкёль, относятся к XIII веку, когда правящая тогда в Ифрикии династия Хафсидов запретила в окрестностях озера охоту.
Пророк Мухаммед объявлял леса и зелёные участки заповедниками (хима), где была защищена любая форма жизни. Самым известным из них был заповедник близ Медины, имевший площадь почти в 20 км²
В Средние века в Европе знать заботилась о сохранении продуктивности своих охотничьих угодий. Для этого выделялись особые участки, где с целью воспроизводства дичи временно запрещалась любая охота, причём наказание за нарушение запрета было довольно суровым. В XIII веке князь галицко-волынских земель Даниил Галицкий издал указ, по которому был создан «великий заповедник у межах сучасных» Беловежской и Цуманской пущ. В XVII веке в период царствования Алексея Михайловича Романова была организована сеть режимных территорий вокруг Москвы с запретом охоты (для всех, кроме царя) и жёстким ограничением хозяйственной деятельности.
Первым официальным государственным заповедником в Российской империи стал Баргузинский заповедник в северо-восточном Забайкалье (который был создан 29 декабря 1916 (11 января 1917) под наименованием Баргузинский соболиный заповедник).
После Октябрьской революции 1917 года первый советский заповедник был организован в 1919 году — это был Астраханский заповедник в устье Волги. В дальнейшем, работа по созданию заповедников, заказников и природных парков была продолжена. В 1979 году в СССР уже было 128 заповедников общей площадью свыше 9 миллионов гектаров.
К началу 1998 года в России существовало 97 заповедников. В том числе заповедники-гиганты (площадь > 1 млн га): Большой Арктический, Командорский, Путоранский, Усть-Ленский, Таймырский, Кроноцкий.

## Заповедники
654 биосферных заповедника в 120 странах мира.
Самый большой — Пантанал (Бразилия), площадь 195000 квадратных километров.

### Россия
В соответствии с Федеральным законом государственные природные заповедники являются природоохранными, научно-исследовательскими и эколого-просветительскими учреждениями, имеющими целью сохранение и изучение естественного хода природных процессов и явлений, генетического фонда растительного и животного мира, отдельных видов и сообществ растений и животных, типичных и уникальных экологических систем.
Согласно Федеральному закону «Об особо охраняемых природных территориях» государственный природный заповедник — одна из категорий особо охраняемых природных территорий исключительно федерального значения, включающая в себя участок суши с прилегающими акваторией (водной поверхностью) и аэроторией (воздушным пространством), полностью изъятая из хозяйственного использования для осуществления охраны природных территорий в целях сохранения биологического разнообразия и поддержания в естественном состоянии охраняемых природных комплексов и объектов, организации и проведения научных исследований, осуществления государственного экологического мониторинга (государственного мониторинга окружающей среды).
Заповедник как организация представляет собой федеральное государственное учреждение, ведущее деятельность, определённую законодательством об ООПТ, на переданной ему в постоянное (бессрочное) пользование территории или входящей в границы заповедника акватории. Для посещения заповедника в России требуется разрешение Минприроды Российской Федерации или непосредственного руководства заповедника.